# Строев, Александр Фёдорович
Алекса́ндр Фёдорович Стро́ев (фр. Alexandre Stroev; род. 31 июля 1955) — советский, российский и французский литературовед, культуролог и переводчик, специалист в области сравнительного литературоведения, французского романа эпохи Просвещения и литературных связей XVII века. Доктор филологических наук (1999), профессор.
Перевёл на русский язык мемуары Джакомо Казановы «История моей жизни» (совместно с И. К. Стаф) и подготовил к изданию произведения Анри Барбюса «Иисус против Бога» и «Творцы».

## Биография
Сын литературоведа Ф. С. Наркирьера (1919—1997) и театроведа М. Н. Строевой (1917—2006); единоутробный брат Андрей (род. 1947), сестра-близнец Елена, актриса (живёт в Англии).
В 1978 году с отличием окончил романо-германское отделение филологического факультета МГУ имени М. В. Ломоносова, в 1981 году окончил аспирантуру по кафедре теории литературы МГУ.
В 1982—1989 годах — младший, затем старший научный сотрудник Всесоюзной государственной библиотеки иностранной литературы.
В 1983 году защитил диссертацию на соискание учёной степени кандидата филологических наук по теме «Типология романических жанров и французский роман эпохи Просвещения» (специальность 10.01.08 — теория литературы).
В 1989—1999 годах — младший, затем старший научный сотрудник Института мировой литературы АН СССР (РАН).
В 1994—1996 годах — приглашённый профессор Университета Монпелье III.
В 1997 году приглашённый профессор Высшей нормальной школы и Женевского университета, приглашённый старший научный сотрудник в Центре по изучению XVIII века.
В 1998 году прошёл хабилитацию защитив в Университете Париж IV Сорбонна диссертацию по теме «Французско-русские научные связи XVIII в.».
В 1999 году в Институте мировой литературы РАН защитил диссертацию на соискание учёной степени доктора филологических наук по теме «Культурные посредники в системе европейских литературных связей эпохи Просвещения» (специальность 10.01.05 — «Литературы народов Европы, Америки и Австралии»).
В 1999—2001 годах — доцент кафедры сравнительного литературоведения филологического факультета Университета имени Марка Блока.
В 2001—2006 годах — профессор кафедры французской литературы Университета Западной Бретани.
С 2006 года — профессор кафедры (в 2008—2012 годах заведующий кафедрой) сравнительного литературоведения Университета Париж III Новая Сорбонна. Член редколлегии журнала «Известия РАН. Серия литературы и языка».

## Научные труды

### Монографии
на русском языке
- Те, кто поправляет Фортуну. Авантюристы просвещения. — М.: НЛО, 1998. — 398 с. — (Новое литературное обозрение : Научное приложение; Вып. 14). — ISBN 5-86793-036-X.
- Строев А. Ф., Дмитриева Е. Е., Сорочан А. Ю. Россия и Франция: диалог культур. Тверь: М.: Батасова, 2015. 307 с.
- Строев А. Ф., Дмитриева Е. Е., Лебедева О. Б. Сибирско-французский диалог XVIII-XX веков и литературное освоение Сибири. М.: ИМЛИ, 2016. 445 с.

на других языках
- Les Aventuriers des Lumières. Paris: PUF, 1997. 350 p.
- Ériger une République souveraine, libre et indépendante (Mémoires de Charles-Léopold Andreu de Bilistein sur la Moldavie et la Valachie au XVIIIe siècle). Bucarest: Editure Roza Vânturilor, 2001. 200 p.
- La francophonie européenne aux XVIIIe-XIXe siècles. Perspectives littéraires, historiques et culturelles. Bruxelles: Peter Lang, 2012. 275 p.
- Prince Charles-Joseph de Ligne, Correspondances russes. Paris: H.Champion, 2013. 2 vol. 1021 p.
- Savoirs ludiques. Pratiques de divertissement et émergence d’institutions, doctrines et disciplines dans l’Europe moderne. Paris: H. Champion, 2014. 311 p.
- La Russie et la France des Lumières: Monarques et philosophes, écrivains et espions. Paris: Institut d’études slaves, 2017. 512 p.
- Les intellectuels russes à la conquête de l’opinion publique française : une histoire alternative de la littérature russe en France de Cantemir à Gorki. Paris: PSN, 2018.

### Статьи
на русском языке
- Строев А. Ф. Война перьев: французские шпионы в России во второй половине XVIII в. // Философско-литературный журнал «Логос». 2000. № 3. C. 18–43.
- Строев А. Ф. Либертинаж как способ управления государством: Екатерина ІІ глазами маркиза де Сада // Russian Literature. 2011. № LXIX – II/III/IV (février – avril). Р. 195–208
- Строев А. Ф. История России: оружие в руках русских и французских дипломатов 18 в. // Вольтерoвские чтения, ІІ. СПб.: РНБ, 2014. С. 97–114.
- Строев А. Ф. «И была дыра в полотне, изображающая луну…»: опера глазами Фридриха Мельхиора Гримма и Льва Толстого [“Et au milieu de la toile de fond on voyait un trou qui figurait la lune…” : l’opéra vu par Frédéric Melchior Grimm et par Lev Tolstoï] // Annuaire de Iasnaïa Poliana. 2014. Т. 1. Р. 149–159.
- Строев А. Ф. Неизвестная переписка Льва Толстого с oбществами Жан-Жака Руссо // Яснополянский сборник. 2014. Лев Толстой и европейское Просвещение, 2014. Т. 2. Р. 202–211.
- Строев А. Ф. Анна Ахматова и Луи-Себастьен Мерсье: дополнения к комментариям к Поэме без героя // Русско-французский разговорник, или/ou Les Causeries du 7 Septembre: Сборник статей в честь Веры Аркадьевны Мильчиной / отв. ред. Е. Э. Лямина, О. А. Лекманов. М.: Новое литературное обозрение, 2014. Р. 548–551.
- Строев А. Ф. «Взяла Лаиса микроскоп…». Русские вельможи и парижские актрисы: литературные и исторические контексты пушкинской эпиграммы // Russian Literature. 2014. Т. 76. Р. 85–96.
- Строев А. Ф. Первые французские переводчики и рецензенты Дмитрия Мережковского (1893–1908) // Русская литература в зеркалах мировой культуры: рецепции, переводы, интерпретации / ред.-сост.: М. Ф. Надъярных, В. В. Полонский; отв. ред. А. Б. Куделин. М.: ИМЛИ, 2015. С. 539–573.
- Строев А. Ф. Семья купцов и банкиров Сканави // Деньги и кредит. 2015. № 3. С. 78–79.
- Строев А. Ф. Птенцы Вольтерова гнезда: миф о франкоязычном поэте XVIII века // Россия и Франция: диалог культур [Les oisillons du nid de Voltaire: le mythe du poète francophone des Lumières], La Russie et la France: le dialogue des cultures. Tver, 2015. Р. 11–27.
- Строев А. Ф. Ян Потоцкий в поисках прародины славян // Идентичность в русской и польской культурах. Тверь: М. Батасова, 2015. Р. 7–26.
- Строев А. Ф. Чужак в опере // Интегративные функции современной компаративистики. Астана, 2015. Т. 1. С. 50–64.
- Строев А. Ф. Политический мессианизм Анри Барбюса: Иисус и Сталин // IX International Symposium Contemporary Issues of Literary Criticism : Tradition and Contemporary Literature, ed. Irma Ratiani. Tbilissi, 2015. T. 1. Р. 46–71.
- Строев А. Ф. Замятин и Стендаль: неопубликованный сценарий «Принцесса Ванина» (при участии Т. Никитиной) // Литература и идеология. Век ХХ. M., 2016. С. 75–84.
- Строев А. Ф. Гастрономия и социальная педагогика: к вопросу о рецепции поэмы Вольтера «Светский человек» // Вольтеровские чтения IV. СПб., 2017. Р. 103–127.
- Строев А. Ф. Миф о смерти писателя в литературе 18 в. – начала 19 в. // Contemporary Issues of Literary Criticism. XI: Romanticism in Literature On the Cross-road of Epoques and Cultures. Tbilissi, 2017. T. 1. Р. 29–49.
- Строев А. Ф. Репутация русских писателей во Франции: как завоевать общественное мнение и литературный рынок // Репутация и идентичность в русской и французской культурах. Тверь: М. Батасова, 2017. C. 7–28.

на других языках
- À la recherche de la correspondance savante du comte Michał Jan Borch // Correspondances d’érudits aux XVIIIe et XIXe siècles. France, Pologne et Lituanie, éd. Marie-France de Palacio, Presses universitaires de Rennes, 2014. Р. 171–198.
- Nikolaï Gretch et Prosper Mérimée: un plagiat presque parfait // Cahiers Mérimée. 2014. N 6. Р. 103–113.
- Le premier second avènement: la dimension mystique du roman du crime russe de Dostoïevski à Slapovski // Du roman noir aux fictions de l’impunité, éd. Florence Olivier et Philippe Daros. Paris: Indigo, 2014. Р. 69–81.
- Comment la France des Lumières invente la Chine et la Russie // International Sinological Studies. 2015.
- Les faux Pierre III romanesques, Imposture et fiction dans les récits d’Ancien Régime, éd. N. Kremer, J.-P. Sermain et Y.-M. Tran-Gervat. Paris: Hermannn, 2016. Р. 339–351.
- Devenir précepteur: les mémoires du docteur Louis Levade // Quand le français gouvernait la Russie. L’éducation de la noblesse russe, XVIIIe–XIXe siècle, éd. Vladislav Rjéoutski. Paris: L’Harmattan, 2016. Р. 265–286.
- Eighteenth-Century Russian Writers and Parisian Actresses in Life and Literature // Literature in Exile: Emigrants’ Fiction 20th Century Experience, ed. Irma Ratiani, Cambridge Scholars Publishing, 2016. Р. 345–343.
- Les oisillons du nid de Voltaire : le mythe du poète francophone des Lumières // Lumières sans frontières. Hommage à Roland Mortier et Raymond Trousson, éd. Daniel Droixhe et Jacques Ch. Lemaire. Paris: Hermann, 2016. Р. 399–410.

### Научная редакция
- Казанова Дж. История моей жизни = Casanova J. Histoire de ma vie / Пер. с франц. яз. И. К. Стаф, А. Ф. Строева. — М.: Московский рабочий, 1990. — 734 с. — 200 000 экз. — ISBN 5-239-00590-7.
- Казанова Дж. История моей жизни = Casanova J. Histoire de ma vie / Пер. с франц. яз. И. К. Стаф, А. Ф. Строева. — М.: СП "Вся Москва", 1991. — 734 с. — 200 000 экз. — ISBN 5-7110-0144-2.
- Барбюс А. Иисус против Бога. Творцы = Jésus contre Dieu. Les Créateurs / подг. изд. А. Ф. Строев; Российская академия наук, Институт мировой литературы им. А. М. Горького. — М.: Литфакт, 2019. — 279 с. — (Rossica. Россия и Запад. Литературные связи и контакты; вып. 1)). — 300 экз. — ISBN 978-5-9500994-8-9.